# Manuel Lladonosa i Vall-llebrera
Manuel Lladonosa i Vall-Llebrera (Lleida 1946) és un historiador català.

## Biografia
Catedràtic d'història contemporània de la Universitat de Lleida i estudiós del sindicalisme català. Fou degà de la facultat de filosofia i lletres de la Universitat de Lleida. És president de l'Ateneu Popular de Ponent de Lleida. Ha col·laborat amb l'equip de direcció del Grup Eiximenis de Lleida i amb l'IREL (Institut de Recerca i Estudis Religiosos de Lleida) en el tema de la relació entre fe cristiana i cultura contemporània. El 1999 fou guardonat amb el premi d'Actuació Cívica. El 2005 va rebre la Creu de Sant Jordi iel 2018 la Medalla d'Honor de la Xarxa Vives d'Universitats.

## Obres
- El Congrés de Sants (1975)
- Catalanisme i moviment obrer: el CADCI entre 1903 i 1923 (1988)
- Sindicalistes i llibertaris: l'experiència de Camil Piñón (1989)
- Carlins i liberals a Lleida (1833-1840) (1993)
- Història de Lleida (2003)